# Жаріштя (комуна)
Жаріштя (рум. Jariștea) — комуна у повіті Вранча в Румунії. До складу комуни входять такі села (дані про населення за 2002 рік):
- Версетура (532 особи)
- Жаріштя (2762 особи) — адміністративний центр комуни
- Педурень (520 осіб)
- Скинтея (256 осіб)

Комуна розташована на відстані 168 км на північний схід від Бухареста, 14 км на північний захід від Фокшан, 85 км на північний захід від Галаца, 113 км на схід від Брашова.

## Населення
За даними перепису населення 2002 року у комуні проживали 4070 осіб. Усі жителі комуни рідною мовою назвали румунську.
Національний склад населення комуни:
| Національність   | Кількість осіб | Відсоток |
| ---------------- | -------------- | -------- |
| румуни           | 4069           | > 99,9%  |
| росіяни-липовани | 1              | < 0,1%   |

Склад населення комуни за віросповіданням:
| Релігія       | Кількість осіб | Відсоток |
| ------------- | -------------- | -------- |
| православні   | 4054           | 99,6%    |
| старообрядці  | 5              | 0,1%     |
| римо-католики | 3              | 0,1%     |
| бретрени      | 2              | < 0,1%   |
| реформати     | 1              | < 0,1%   |